# Мирато Спа (Новара)
Мирато Спа је насеље у Италији у округу Новара, региону Пијемонт.
Према процени из 2011. у насељу је живело 4 становника. Насеље се налази на надморској висини од 178 м.